# Leopold Neumer
Leopold Neumer (ur. 8 lutego 1919, zm. 19 marca 1990) – austriacki piłkarz grający na pozycji pomocnika, reprezentant Austrii i III Rzeszy. Uczestnik MŚ 38.
W reprezentacji Niemiec zagrał raz.